# Prácticas españolas
Los términos prácticas españolas y antiguas costumbres españolas (spanish practices y old spanish customs) son una expresión popular usada en el Reino Unido para referirse a prácticas irregulares o restrictivas en interés de los trabajadores. Habitualmente, se trata de acuerdos que han sido negociados en el pasado entre los empresarios y los sindicatos, pero que no se ajustan a la práctica empresarial moderna.
El conflicto surge porque, en la legislación británica, un contrato de empleo consiste tanto en cláusulas expresas como cláusulas implícitas. Históricamente, un cambio en estas cláusulas ha sido resultado de una negociación, tanto personal como colectiva.
Por ejemplo, si ha sido usual permitir a los empleados marcharse cuando las tareas diarias habían sido realizadas (por ejemplo, el diario del día ha sido impreso), entonces esto se convierte en parte del contrato de empleo de facto. Si es necesario que algunos trabajadores permanezcan en sus puestos para realizar tareas adicionales, puede resultar más conveniente pagar un sobresueldo a estos trabajadores para que lo hagan (puesto que en caso contrario no son tratados con equidad o no tienen ningún incentivo para realizar las tareas extra). A lo largo de muchos años de incrementos en las negociaciones, la razón originaria puede haber quedado obsoleta y haberse alcanzado un punto en el que a todos los trabajadores se les paga un sobresueldo por completar un turno normal. Visto en retrospectiva, un acuerdo como éste suele ser descrito como prácticas españolas.
Las prácticas españolas fueron ampliamente mencionadas en los informes noticiarios sobre las huelgas en Royal Mail, el servicio nacional de correos del Reino Unido, que comenzaron en octubre de 2007, después de que la expresión fuera usada en una entrevista por el director Ejecutivo (CEO) de Royal Mail, Adam Crozier. Crozier llamó mamarrachada las declaraciones del secretario general del Sindicato de Trabajadores de Comunicación (Communication Workers Union (UK)), Dave Ward, en las que declaró que la manera en que Royal Mail hacía trabajar a sus empleados se equiparaba con la "esclavitud". Según Crozier, Royal Mail sólo "estaba intentando que la gente trabajara las horas por las que eran pagados". Declaró que existían 1.442 prácticas españolas en Royal Mail hace unos pocos años, y que éstas habían sido reducidas a 92. Un ejemplo de tales prácticas eran horas extras pagadas dentro de las horas normales de trabajo, por ejemplo después de que los trabajadores hubieran completado antes de lo normal sus rondas diarias de entregas. Anteriormente, el término antiguas costumbres españolas fue usado en 1986 en referencia a los conflictos colectivos de larga duración en Fleet Street, tradicionalmente la calle donde se encuentran las empresas británicas de periódicos.

## Principales tipos de «prácticas españolas»
- Permitir a los trabajadores que se vayan a casa antes del final de su turno si han completado el trabajo asignado.
- Horas extras con sobresueldo negociable dentro de las horas normales de trabajo después de completar las entregas asignadas, sin importar las horas de trabajo que resten.
- Paga de sobresueldo automática si la producción alcanza un determinado nivel, sin importar las horas de trabajo que resten.
- Evitar la coincidencia de funciones de distintas personas en el mismo lugar de trabajo (demarcación).
- Pago de horas extras para cubrir la ausencia de compañeros de trabajo.

## Implicaciones y origen histórico
La expresión es vista por algunos como peyorativa o políticamente incorrecta, pero continúa siendo usada habitualmente en los medios de comunicación cuando hay disputas laborales.
Según el presentador Nigel Rees de BBC Radio 4, ambas expresiones han sido usadas desde los años 70 para describir las malas artes usuales entre los sindicatos, especialmente los sindicatos de impresores en Fleet Street. En el programa "Broadcasting House" de Radio 4, Rees dijo: "Como se sabe, los españoles son gente muy trabajadora y honrada. Pero supongo que uno o dos de ellos pueden tender a adoptar la actitud de 'mañana'."
Citando los orígenes de la expresión, Rees añadió que su uso data de la Era Isabelina. William Cecil, primer barón Burghley, describió a Sir Thomas Tresham II como "no dado a prácticas españolas", en referencia a prácticas católicas, que en aquel tiempo estaban prohibidas en el Reino Unido. En 1584, otro secretario de la Reina Isabel I, Francis Walsingham, se refirió a las "prácticas españolas" en el sentido de que eran "engañosas, pérfidas y traidoras". Esto podría haber llevado al uso actual de la expresión.
Desde los tiempos en que había sindicatos fuertes en Gran Bretaña, en los años 60 y 70, y a través de las reformas introducidas por la primera ministra Thatcher en los 80, las prácticas españolas han sido cada vez más eliminadas de las empresas. Específicamente, un empresario puede dar cuenta de un cambio en el contrato necesario para la marcha del negocio.